# Mohammed Zmirli
Mohamed Zmirli, né le 18 février 1909 à Tizi Ouzou et décédé le 9 décembre 1984 à Alger, est un artiste-peintre algérien réaliste, connu pour ses peintures de paysages naturels algériens.

## Biographie
Mohamed Zmirli naît le 18 février 1909 à Tizi Ouzou.
Très jeune orphelin, Mohamed Zmirli arrête sa scolarité au CEP et gagne sa vie en peignant des coqs et des paons sur les coffres de mariées. Autodidacte, son premier tableau est en 1930 une nature morte. Il participe à partir de 1935 à de nombreux salons et expositions collectives (notamment Peintres et miniaturistes algériens en 1945).
Il expose au Salon de Artistes Algériens et Orientalistes à partir de 1938.
Il participe en juillet 1962 au 1er Salon de l’Indépendance. Il réalise également plusieurs expositions particulières. Il est en 1963 membre fondateur de l'UNAP.
En 2007 il fait partie de l'exposition à Alger Les membres fondateurs de l'Union Nationale des Arts Plastiques (Mohamed Bouzid, Choukri Mesli, M'hamed Issiakhem, Bachir Yellès, Mohamed Ranem, Mohamed Louail, Ahmed Kara, Flidjani Kheira, Mohamed Temam, Mohamed Zmirli, Ali Khodja-Ali, Mohammed Khadda) organisée à Alger à la galerie Mohamed Racim.
Une galerie d’exposition de la Maison de la Culture de Tizi-Ouzou et une salle au Musée national des beaux-arts d'Alger portent son nom.

## Musées
- Musée national des beaux-arts d'Alger : Chemin Laperlier (60 × 73 cm) [peinture acquise en 1962]; Cabanons à Sidi Ferruch, 1969[3]; La forêt; Paysage kabyle (une rue à Tizi-Ouzou); Terrasse villa Laperlier - Fleurs.
- Musée de Bejaia : Les aiguades.
- Musée de Souk Ahras : Sakiet Sidi-Youcef
- Maison de la Culture de Tizi-Ouzou : Ruines de Tigzirt